# Розовоногая древесная утка
Розовоногая древесная утка, или древесная желтоногая утка, или древесная утка Итона (лат. Dendrocygna eytoni) — вид птиц семейства утиных, обитающий в Новой Гвинее и Австралии. Носит имя своего первооткрывателя, британского натуралиста Томаса Кэмпбелла Итона.

## Описание
Окраска преимущественно коричневая. Оперение спины оливково-бурое, груди и шеи — светло-серое, бока рыжие с чёрными поперечными полосами. Имеет длинную шею и сильно удлиненные перья на боках, которые снизу покрывают сложенные крылья.
Взрослые птицы достигают длины от 40 до 60 см и весят от 500 граммов до 1,5 кг. Как и остальные виды древесных уток у них длинные ноги и большие лапы с перепонками. Пятки и лодыжки имеют сетчатый узор, типичный собственно для гусей. Перья в виде серпа особенно контрастны у многолетних самцов. Они отчётливо выделяются на спине.
Древесная утка Итона вероятно моногамный вид. Необычно, что самец заботится о птенцах. Птицы обитают на тропических лугах вдоль низменных болот. Питаются преимущественно на суше. Приём пищи происходит преимущественно ночью. Они объедают, либо выщипывают траву.
При случае этих птиц можно наблюдать ещё в больших скоплениях. В засушливый период доходит до миграций, которые ведут к тому, что тысячи этих птиц объявляются на берегах и песчаных банках ещё не высохших водоёмов. С наступлением периода дождей эти стаи снова разлетаются. Общая популяция древесной утки Итона составляет согласно МСОП от 100 000 до 1 млн животных. Вид не находится под угрозой.

## Классификация
Более точные родственные отношения среди древесных уток выглядят следующим образом:
```
Свистящие утки (Dendrocygninae)
|--
Белоспинная савка
 (
Thalassornis leuconotus
) (Thalassornithini)
|--Древесные утки (Dendrocygnini)
   |--N.N.
   |  |--
Утка-вдовушка
 (
D. viduata
)
   |  |--
Осенняя утка
 (
D. autumnalis
)
   |
   |--N.N.
      |--N.N.
      |  |--
Пятнистая свистящая утка
 (
D. guttata
)
      |  |--
Древесная черноклювая утка
 (
D. arborea
)
      |
      |--N.N.
         |--
Рыжая свистящая утка
 (
D. bicolor
)
         |--Древесная утка Итона (
D. eytoni
)
         |--N.N.
            |--
Странствующая свистящая утка
 (
D. arcuata
)
            |--
Индийская свистящая утка
 (
D. javanica
)
```